# Třebíč
Třebíč là một thành phố Moravia thuộc vùng Vysočina của Cộng hòa Séc. Thành phố có tổng diện tích 57,6 km2. Theo điều tra năm 2009 là 38.678 người.
Třebíč nằm 35 km về phía đông nam của Jihlava và 65 km về phía Tây của Brno trên sông Jihlava. Třebíč có độ cao từ 392 đến 503 mét trên mực nước biển.
Třebíč có khí hậu ôn đới với mưa thường xuyên. Nhiệt độ trung bình hàng năm là 7,5 °C, nhiệt độ trung bình vào tháng Bảy là 18,5 °C và -3,4 °C vào tháng 1.
Trong thời đại mở rộng Třebíč là thị xã quan trọng thứ ba tại Moravia. Sự tăng trưởng dân số bắt đầu sau khi chiến tranh thế giới thứ II. Třebíč là một trung tâm khu vực quan trọng ngày hôm nay.
Có nhiều điểm tham quan. Các khu phố của người Do Thái và Vương cung thánh đường St Procopius được UNESCO liệt kê vào danh sách di sản thế giới.